# Belo Monte (São Tomé i Príncipe)
Belo Monte és una localitat de São Tomé i Príncipe. Es troba al districte de Pagué, al nord de l'illa i Regió Autònoma de Príncipe. La seva població és de 111 (2008 est.). Es troba al nord-est de la capital de l'illa, Santo António i l'aeroport de Príncipe i està comunicada amb la capital de l'illa per carretera. A l'est hi ha Praia Macaco, al sud Picão i a l'oest Praia das Burras.

## Evolució de la població
| 2001 | 2008 |
| 96   | 111  |

## Equip de futbol
- UDAPB